# Trollpipistrell
Trollpipistrell, (Pipistrellus nathusii), fladdermusart i familjen läderlappar  (Vespertilionidae). I Finland, och tidigare även i Sverige, kallas den trollfladdermus.
Fladdermusen kallade ursprungligen Nathusius Flädermus, ännu 1952 används namnet Nathusius' fladdermus. 1974 används namnet trollfladdermus.

## Utseende
Den är mycket lik dvärgpipistrellen, dock något större. Trollpipistrellens vingbredd når upp till 25 centimeter, kroppslängden (huvud och bål) mellan 4,5 och 6 centimeter och vikt upp till 15,5 gram. Arten har 3,2 till 3,7 cm långa underarmar, en 3 till 4 cm lång svans och 1,0 till 1,6 cm stora öron.
Pälsen är rödbrun på ovansidan och ljusgrå under. Under den kalla årstiden är pälsen mörkare och mer gråbrun. Ansiktets nakna delar har en mörkbrun färg. Hos trollpipistrell är öronen trekantiga och den broskiga fliken i örat (tragus) är böjd. Den tydligaste skillnaden mot andra släktmedlemmar utgörs av venernas anordning på flygmembranen. Det femte fingret är med 4,3 till 4,8 cm längre än hos andra släktmedlemmar i Norden.

## Vanor
Trollpipistrellen börjar jaga strax efter solnedgången. Den flyger högt, och med stora svängar. Födan består av flygande insekter.
Arten finns i varierande biotoper, från städer, parker till löv-, bland- och tallskog. Håller gärna till vid större sjöar.
Vid viloplatsen som utgörs av bland annat bergssprickor, byggnader och andra människoskapade utrymmen som vägtrummor, fladdermusholkar eller fågelholkar bildas flockar eller kolonier. Fortplantningen sker i nordöstra Europa och vinterdvalan hålls i sydvästra Europa. Före ungarnas födelse bildar honor egna kolonier som är främst skilda från de vuxna hannarna. Honan föder under senare våren eller tidiga sommaren tvillingar. Med ungar kan kolonierna ha några hundra medlemmar. Ungefär under juli blir ungarna självständiga. När arten går i ide använder den ofta grottor eller övergivna gruvor.
Lätet som används för ekolokaliseringen är cirka 12 millisekunder lång och frekvensen varierar mellan 38 och 43 kHz.

## Utbredning
Trollpipistrell förekommer fläckvis i Storbritannien, Portugal, Spanien och Nederländerna, mera samlat i södra Frankrike och norra Italien samt i Centraleuropa österut till Kaukasus.
Den är sällsynt i Sverige och förekommer där i södra och östra Skåne samt mera fläckvis i Blekinge, Småland, Öland, Gotland och Uppland. Har även påträffats i Västmanland och Södermanland. Hösten 2007 offentliggjorde länsstyrelsen i Värmlands län att två individer hade påträffats i Värmlands Säby i östra Värmland.
I Finland förekommer den sällsynt i de södra delarna av landet.

## Status
Trollpipistrell var i Sverige upptagen på 2005 års Röda lista som Nära hotad (missgynnad, "NT"). I 2010 och 2015 års rödlistor har dess status ändrats till LC (livskraftig). I Finland är den rödlistad som sårbar ("VU").